# Mirošov (Jihlavai járás)
Mirošov település Csehországban, a Jihlavai járásban. Mirošov Dvorce, Hubenov, Hojkov, Boršov és Cejle településekkel határos. Lakosainak száma 166 fő (2024. január 1.).

## Népesség
A település lakosságának változását az alábbi diagram mutatja:
| Lakosok száma | 560  | 397  | 362  | 227  | 228  | 189  | 176  | 169  | 162  | 166  |
|               | 1869 | 1890 | 1921 | 1950 | 1980 | 2001 | 2017 | 2019 | 2022 | 2024 |